# Erminio Dones
Erminio Dones (Venècia, 12 de desembre de 1882 - Milà, 6 de maig de 1945) va ser un remer italià que va competir a començaments del segle xx.
El 1920 va prendre part en els Jocs Olímpics d'Anvers, on guanyà la medalla de plata en la competició del doble scull del programa de rem, formant equip amb Pietro Annoni.
Disputà diverses edicions del Campionat d'Europa de rem, amb un balanç de 2 ors, 2 plates i 3 bronzes entre 1905 i 1923.